# الحملة الكبرى لسبتموس سيفروس ضد الفرثيين
الحملة الكبرى للإمبراطور الروماني سبتيموس سيفيروس ضد الدولة الفرثية وقعت في الفترة ما بين عامي 197–198 م، وكانت إحدى أبرز العمليات العسكرية التي خاضتها الإمبراطورية الرومانية ضد خصمها التقليدي في الشرق، الدولة الفرثية. أسفرت الحملة عن احتلال العاصمة الفرثية قطيسفون ونهبها، . 

## انظر ايضا
•الإمبراطورية الرومانية.
•الدولة السويرية.
• الدولة الفرثية.
•حروب الروم والفرس.
•سبتيموس.
•إمبراطورية الساسانية.
•عام الأباطرة الخمسة.
•قطيسفون.
•روما.
•لبدة.
•الحروب الرومانية- الفرثية.